# 長谷川琢真
長谷川 琢真（はせがわ たくま、1993年12月5日 - ）は、日本の京都府京都市出身のドラマ・映画脚本家、ドラマ演出家、映画監督。福田雄一作品に演出補として参加。映画監督・三原光尋の甥にあたる。

## 経歴
京都市立上鳥羽小学校、京都市立洛南中学校、京都府立鳥羽高等学校スポーツ総合専攻コース、京都両洋高等学校へ編入。ビジュアルアーツ専門学校大阪を卒業。
2021年、フジテレビ連続ドラマ『全っっっっっ然知らない街を歩いてみたものの』第7話で監督を務める。
その後、俳優ムロツヨシの勧めで舞台「muro式.がくげいかい」の記録映像を務める（参照：Twitter）。

## 作品
- 劇場版信長協奏曲（2016年） - 製作進行
- グッドモーニングショー（2017年、日本テレビ） - 演出補佐
- 銀魂（2017年） - 演出補佐
- 斉木楠雄のΨ難（2017年） - 演出補佐
- スーパーサラリーマン左江内氏（2017年） - 演出補佐
- 過保護のカホコ（2017年、日本テレビ） - 演出補佐
- 恋は雨上がりのように（2018年） - 演出補佐
- 過保護のカホコ〜2018 ラブ＆ドリーム〜 - 演出補佐
- チワワちゃん（2019年） - 演出補佐
- チア男子!!（2019年） - 演出補佐
- 同期のサクラ（2019年、日本テレビ）　- 演出補佐
- ヲタクに恋は難しい（2020年） - 演出補佐
- 劇場版今日から俺は!!（2020年） - 演出補佐
- 今日から俺は!!スペシャル（2020年、日本テレビ） - 演出補佐
- 親バカ青春白書（2020年、日本テレビ） - 演出補佐
- 新解釈・三國志（2020年）- 演出応援
- 全っっっっっ然知らない街を歩いてみたものの（2021年）- 7話演出[2]
- 正義の天秤(2021年、NHK) - 監督補
- 全っっっっっ然知らない街を歩いてみたもののseason2（2021年） - 演出補佐
- 六本木クラス（2022年、テレビ朝日）- 演出応援
- ドラフトキング（2023年）- 野球担当
- 正義の天秤2（2023年、NHK）- 監督補
- CODE-願いの代償-(2023年、日本テレビ）- 演出補
- 聖☆おにいさんTHE MOVIE〜ホーリーメンVS悪魔軍団〜（2024年）-演出応援
- アンダーニンジャ（2025年）-演出補

### 舞台
- muro式.がくげいかい（2021年） - メイキング[3]